# Deb Haaland
Debra (Deb) Anne Haaland, født 2. december 1960 i Winslow, Arizona, er en amerikansk advokat og politiker fra New Mexico. Hun blev udnævnt til amerikansk indenrigsminister den 16. marts 2021 med ansvar for forvaltning og beskyttelse af føderalt ejet jord.
Haaland blev valgt til repræsentant i Repræsentanternes Hus den 6. november 2018 med 59% af stemmerne og genvalgt i 2020 med 58% i New Mexico's 1. valgkreds. Hun var en af de første to kvindelige repræsentanter for de oprindelige folk i Repræsentanternes Hus. Den kommende præsident Joe Biden nominerede hende til indenrigsminister i december 2020, hvilket Senatet bekræftede den 16. marts det kommende år. Udnævnelsen blev historisk, fordi hun er den første fra USA's oprindelige folk nogensinde, der blev udnævnt til leder af et ministerium.

## Baggrund
Haaland har rødder i Laguna Pueblo på sin mors side, mens hendes far var en amerikaner af norsk herkomst.
Haaland har en juridisk grad fra University of New Mexico. I sin hjemstat er Haaland bedst kendt som den tidligere leder af Det Demokratiske Parti i New Mexico og for hendes engagement i oprindelige folks rettigheder, for miljøbeskyttelse, for at investere i vedvarende energi og for Medicare til alle.